# Shunduk
Shunduk (del ruso: Шундук) es un jútor del raión de Teuchezh en la república de Adiguesia de Rusia. Está situado 5 km al noroeste de Ponezhukái y 69 km al noroeste de Maikop, la capital de la república. Tenía 17 habitantes en 2010
Pertenece al municipio Ponezhukáiskoye.